# Sydney Cricket Ground
Der Sydney Cricket Ground ist ein Sportstadion im Vorort Moore Park der australischen Metropole Sydney, New South Wales. Moore Park gehört zum lokalen Verwaltungsgebiet City of Sydney und liegt etwa vier km südöstlich vom Stadtzentrum Sydneys entfernt. Im Stadion mit ovalem Spielfeld und 48.000 Plätzen werden neben dem namengebenden Cricket auch Australian Football und vereinzelt Rugby-League- bzw. Rugby-Union-Spiele ausgetragen. Für Fußball und Rugby wurde das 2018 geschlossene Allianz Stadium, in direkter Nachbarschaft, genutzt. Es soll durch das neue Sydney Football Stadium ersetzt werden. Aufgrund der Schließung wechselten die NSW Waratahs, der Sydney FC und die Sydney Roosters in den SCG über.

## Geschichte
Im Jahr 1851 wurde das Gelände den britischen Streitkräften der Victoria Barracks überlassen, um es als Garten und Cricketspielfeld zu nutzen. Das erste belegte Cricketspiel fand im Jahr 1854 statt. Als 1870 die Streitkräfte die Victoria Barracks aufgaben, wurde das Stadion dem heutigen Besitzer, der Regierung von New South Wales übereignet und der heutige Betreiber, der Sydney Cricket Ground Trust gegründet. In der Folge wurde das Stadion erneuert und neben Cricket wurden auch zahlreiche andere Sportarten wie Tennis, Leichtathletik und Rugby League hier ausgetragen. 1977 wurde ein Museum dem Stadion angegliedert und Jahr darauf die erste Flutlichtanlage errichtet. Zahlreiche Umbauten und Erweiterungen wurden immer wieder durchgeführt so zuletzt die Errichtung von Videoleinwänden.

## Cricket
Die Anlage ist das zweite Stadion in Australien, in dem Test-Cricket-Spiele gespielt wurden. Der erste Test wurde 1882 zwischen Australien und England ausgetragen, den Australien mit 5 Wickets gewann. Seitdem wird es regelmäßig für wichtige Tests genutzt, beispielsweise für die Ashes-Begegnungen gegen England. Im One-Day Cricket ist das Stadion Austragungsort des Cricket World Cup 1992 und 2015 gewesen, wobei im ersteren Fall drei Vorrunden- und ein Halbfinalspiel im letzteren zusätzlich ein Viertelfinalspiel hier stattfand. Spiele im Twenty20-Format werden bevorzugt im ANZ Stadium ausgetragen. Beim T20 World Cup 2022 war der Sydney Cricket Ground Austragungsort von sechs Partien in der Super 12 und einem Halbfinale. Im nationalen australischen Cricket ist das Stadion Heimstätte von New South Wales. In der Big Bash League tragen die Sydney Sixers hier ihre Heimspiele aus. Durch die erhöhte Nutzung anderer Sportarten wurden Rufe laut in Zukunft Drop-In-Pitches zu verwenden, denen sich Cricket NSW widersetzt.

## Australian Football
Australian Football wurde schon im 19. Jahrhundert hier gespielt. Ein reguläres Team der Australian Football League gelangte jedoch erst in dieses Stadion, als der Swans Football Club von Melbourne nach Sydney umzog.